# IC 5158
IC 5158 је спирална галаксија у сазвјежђу Индијанац која се налази на листи објеката дубоког неба у Индекс каталогу.
Деклинација објекта је - 67° 31' 3" а ректасцензија 22h 6m 24,9s. Привидна величина (магнитуда) објекта IC 5158 износи 14,6 а фотографска магнитуда 15,2. IC 5158 је још познат и под ознакама ESO 75-55, PRC C-67, PGC 68038.